# Черебатыревский приход
Черебатыревский приход — приход Казанской епархии, существовавший в составе Чистопольского уезда Казанской губернии.

## История
Церковь построена в 1893 году.
По данным 1899 года в селе Черебатырево, находились мужская и женская школы Братства святителя Гурия, проживало 683 крещеных татар, которые занимались хлебопашеством.